# Julio Escallón
Julio Escallón es un actor, comediante y dramaturgo colombiano.

## Carrera
Escallón, con una vasta trayectoria en el teatro como actor y dramaturgo, inició su carrera en la televisión colombiana a comienzos de la década del 2000 con participación en las series Francisco el matemático y Amor a mil. En 2002 interpretó el papel de Albino en la película de Rodrigo Triana Como el gato y el ratón. Un año después personificó a Cirilo en la telenovela de Telemundo La venganza y presentó el programa infantil del Canal RCN Bichos Bichez.
Se alejó momentáneamente de la televisión para dedicarse completamente a su labor como dramaturgo, actor de teatro y comediante. Fundó la compañía teatral Espacio Escénica, con la que ha producido una gran cantidad de obras. En 2018 retornó a la televisión nacional, interpretando el papel de Mauricio Barrero en la serie biográfica Garzón vive, basada en la vida y obra del comediante Jaime Garzón, asesinado en 1999.

## Filmografía destacada

### Televisión
- 1999 - Francisco el matemático
- 2000 - Amor a mil
- 2003 - La venganza
- 2004 - Bichos bichez
- 2008 - Cámara café
- 2018 - Garzón vive

### Cine
- 2002 - Como el gato y el ratón